# 曹仁超
曹仁超，原名曹志明 (Cho, Chi-ming)，（1947年—2016年2月21日）。1975年起獲《信報》創辦人林行止邀請加入，先後撰寫專欄《香港股市》、《投資者日記》等。《投資者日記》專欄是集體撰寫及創作結合而成，其中金錢財務點評由曹志明負責，政治社會等花邊題材由林山木及信報其他職員負責。袁國培負責集結其成、起標題及對股市消息作「質檢」等把關工作。他的專欄多年來吸引不少政商界人士及讀者追看，有「民間股神」稱譽。

## 筆名由來
曹仁超這筆名早被議定為《信報》資產，由《信報》創辦人林行止為他起名。原因是林認為曹仁超有驚人的記憶力，對投資數據十分熟悉。而且倒轉來讀是「超人曹」，因而一直被採用。但曹志明多次在傳媒中，挺自然挺應分地使用曹仁超名義作公開活動，並說出不符事實的失真說話，引起林山木極為不滿。林山木於2009年9月2日在《林行止專欄》專欄作出嚴正澄清。

## 生平
曹仁超於1947年在上海出生，出身於富裕之家，其祖父為上海灘煙草大亨，出產「美麗牌」香煙。不過由於共產黨取得政權，祖父的家產被充公，年僅3歲的曹與父母於1951年逃亡到香港後家財盡失，與家人居住位於北角的板間房，而父親亦不幸中風而去世。其後有一次被鄰居懷疑偷去一粒金子，被搜身後並向他說「今次算你好彩，不過你咁窮，遲早你都係做賊！」。他經一事後明白窮人的生活不能接受，發誓要出人頭地。
曹仁超在讀書期間雖成績不俗，但1967年中學畢業後為幫補家計，曾學習維修紡織機及在工廠做假髮，並且認識了女朋友、即是後來的妻子梁細霞。當時香港亦發生「六七暴動」，他亦和其他工人一起抗議，並向警察扔石塊。身在澳門的母親趕回香港，向曹表示共產黨將家族列入「黑五類」。從此曹仁超再也沒上過街頭。
曹仁超育有兩女，長女為建築師，次女為地質學專家。

### 逝世
曹仁超晚年患上胃癌、淋巴癌等重症，多次進出醫院。雖然多次抗癌成功，但病情反覆，最終死於癌症。信報在2016年2月25日於網站發表公告，指時任信報財經新聞首席顧問的曹志明於周日（21日）逝世，享年68歲。信報表示「全體同事對人稱曹Sir的離世深表哀悼、永遠懷念！」曹仁超喪禮以天主教形式舉行。

## 觀點
2015年5月，曹仁超接受網上媒體《灼見名家》訪問時透露，認為社會過份側重地產發展，佔據社會大部份資源，令香港無力搞創新。現時的年青人在租金上升的環境下，缺乏生存空間外，亦難以創業。曹批評政府自2003年以來一度長時間大幅減少土地供應及建屋，結果令樓價上升。同時指出收租對經濟最沒有幫助，令社會制度鼓勵不勞而獲，懲罰去創新的人，結果變成年輕人心態只顧買樓。他寄語年輕人，「不要讓500尺綁住青春」。
被問到如何看待2014年的佔領運動，曹仁超認為，除影響部份零售業、飲食業及酒店業外，其他層面「接近無影響」，不要將責任推卸給年輕人。